# جنیفر لوپز: چه احساس خوبی
«جنیفر لوپز: چه احساس خوبی» (به انگلیسی: Jennifer Lopez: Feelin' So Good) آلبومی از هنرمند اهل ایالات متحده آمریکا جنیفر لوپز است که در ۷ نوامبر ۲۰۰۰ منتشر شد.